# Boom!
«Boom!» — четвёртая песня из альбома Steal This Album!, американской рок-группы System of a Down. Песня имеет антивоенную направленность и записана накануне планируемого администрацией президента Буша вторжения в Ирак. Текст песни рассказывает о том, как тысячи людей умирают в мире от голода и нищеты, в то время как правительства стран тратят огромные деньги на создание бомб для убийства.

## Клип
Песня не была выпущена в качестве сингла, но на неё был отснят клип, режиссёром которого стал Майкл Мур. В клипе широко показаны антивоенные протесты, проходившие 15 февраля 2003 года в разных городах по всему миру. В видео присутствует анимационная вставка, в которой участвуют тогдашний президент США Джордж Буш, бывший премьер-министр Великобритании Тони Блэр, Саддам Хусейн и Усама бен Ладен. Вскоре после выхода клипа, он был запрещён на телеканале MTV Europe.